# 포샤 우드먼

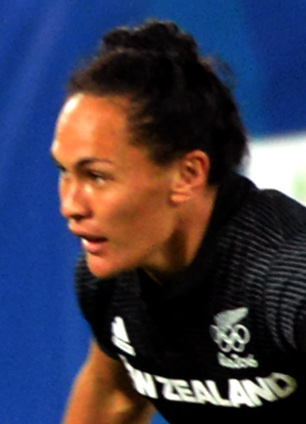

포샤 우드먼(Portia Woodman, 본명: Portia Woodman-Wickliffe, 성씨: Woodman, 1991년 7월 12일~)는 뉴질랜드의 럭비 유니언 선수이다. 15인제 및 7인제 럭비 유니언에서 활동하고 있으며, 뉴질랜드 여자 7인제 럭비 국가대표팀과 뉴질랜드 여자 럭비 유니온 국가대표팀의 일원이었다. 우드먼은 2016년 리우데자네이루 하계올림픽에서 은메달, 2020년 도쿄 하계올림픽, 2024년 파리 하계올림픽에서 금메달을 딴 뉴질랜드 여자 세븐스 대표팀의 일원이었다. 파리 올림픽 이후 국제 세븐즈 럭비에서 은퇴했다.
2022년 우드먼은 세븐즈 시리즈에서 200번의 트라이를 기록한 최초의 여성 선수가 되었다. 2024년 5월, 우드먼은 세븐즈 시리즈에서 250번의 트라이를 기록한 최초의 여성이 되었다.